# Tepaneken

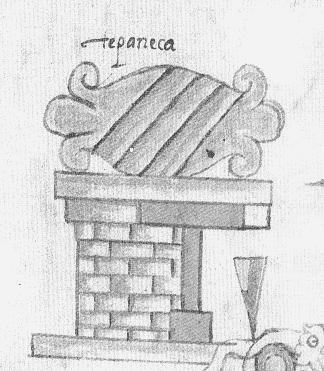
Glyphe Tepaneca

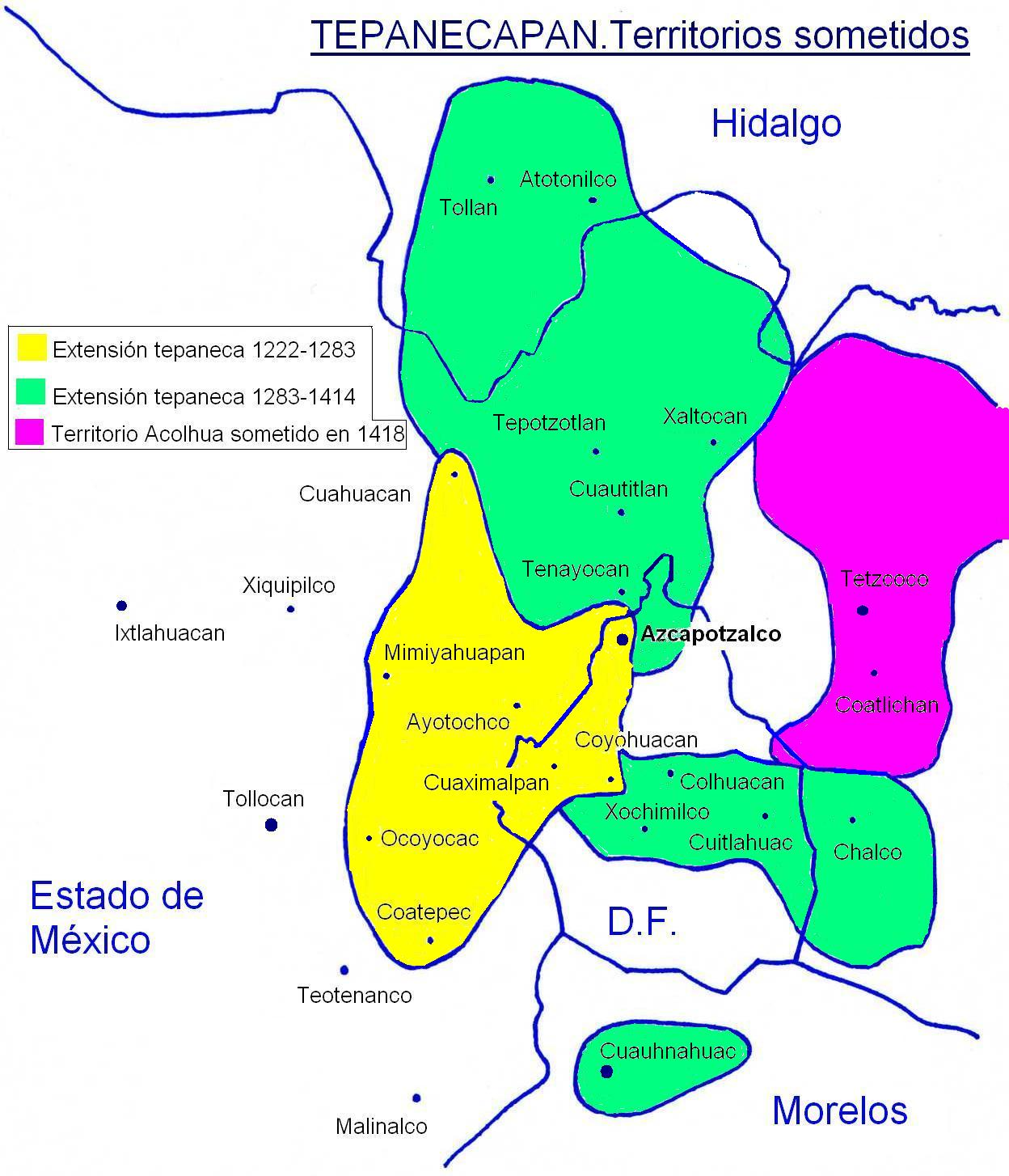
Tepanekenreich

Die Tepaneken (Tepaneca) waren ein Volk der Nahua im Hochtal von Mexiko, das Anfang des 15. Jahrhunderts die politische Vorherrschaft in der Region innehatte. Politisches Zentrum der Tepaneken war zunächst Azcapotzalco, das diese Rolle jedoch nach der Bildung des aztekischen Dreibundes an Tlacopán (heutiger Stadtteil Tacuba von Mexiko-Stadt) abgab. Eine weitere wichtige Stadt der Tepaneken war Coyoacán.

## Geschichte
Die Tepaneken wanderten Ende des 12. oder Anfang des 13. Jahrhunderts ins Tal von Mexiko ein und siedelten sich am Westufer des Texcoco-Sees an. Unter ihrem Herrscher (tlatoani) Acolnahuacatl eroberten die Tepaneken Azcapotzalco und machten es zu ihrem Zentrum.
Anfang des 15. Jahrhunderts gelangten die Tepaneken unter Tezozómoc, der 100 Jahre gelebt haben soll, an den Höhepunkt ihrer Macht. Neben nahezu dem gesamten Tal von Mexiko beherrschten sie auch Teile der Täler von Toluca und Morelos.
Nach dem Tod des Tezozomóc (1426) bestieg dessen Sohn Maxtla den Thron in Azcapotzalco, nachdem er wahrscheinlich seinen Bruder und Rivalen Tayauh vergiftet hatte. Unter seiner Herrschaft schlugen die freundschaftlichen Beziehungen mit den Mexica (Azteken) in Tenochtitlán, die von einer Dominanz der Tepaneken geprägt waren, in eine Feindschaft um. Im Jahr 1426 ließ Maxtla den Enkel des Tezozómoc und Herrscher der Mexica Chimalpopoca gefangen setzen, woraufhin dieser verstarb.
Maxtla versuchte Tenochtitlán zu stürmen, doch der neue Herrscher der Mexica, Itzcóatl, schlug die Streitmacht aus Azcapotzalco im Jahr 1428 mit Unterstützung aus Texcoco und der tepanekischen Stadt Tlacopán zurück. Azcapotzalco wurde geplündert und Maxtla eigenhändig von Nezahualcoyotl, dem Herrscher von Texcoco, im Rahmen einer Opferzeremonie getötet.
Nach diesem Sieg bildeten die Tepaneken von Tlacopán mit den Mexica von Tenochtitlán und den Acolhua von Texcoco den aztekischen Dreibund, der schließlich zum Aztekenreich, dem mächtigsten Staat Mesoamerikas aufstieg. Tlacopán wuchs nun an Stelle von Azcapotzalco zur wichtigsten Stadt der Tepaneken heran, erreichte jedoch nie die Größe und Bedeutung von Tenochtitlán und Texcoco.